# Důl Dukla (Šardice)
Důl Dukla byl důl v Jihomoravské lignitové pánvi, který zásoboval uhlím elektrárnu v Hodoníně. Organizačně spadal pod Jihomoravské lignitové doly, národní podnik, Hodonín jako závod 04.

## Situace
V roce 1830 objevil geolog Albín Heindrich při povrchovém průzkumu v Šardicích, místní části Hoferka, lignit. Lignit se začal těžit na místech, kde byl blízko povrchu. Postupně vzniklo několik šachtic a důl Julius. V roce 1956 začala v Šardicích výstavba většího dolu, který měl mít dvě jámy. První jáma byla těžní, která byla i jámou vtažnou a byla vybudována vlevo od silnice č. II/422 směrem na Mistřín. Druhá byla jáma výdušná (větrná), která byla vybudována vpravo od téže silnice v lokalitě „Rajčatárna“. Hloubení jam bylo prováděno náročnou technologií zmrazování okolních hornin, která si vyžádala náklady v řádech milionů korun. Bez této technologie by hloubení v silně zvodnělých vrstvách nebylo možno provádět. Hloubení bylo zastaveno v hloubce 80 metrů a dílo opuštěno jako neekonomické.

## Nový důl
Dne 7. prosince 1961 padlo rozhodnutí vybudovat nový důl s pracovním jménem Důl „D“ vzdálený od opuštěných jam 1 km severozápadním směrem v lokalitě zvané „Sviňská dolina“. Řešení projektu bylo komplexní: byla navržena nejen samotná těžba, ale i doprava do Elektrárny Hodonín. Těžba nebyla prováděna svislou těžní jámou, ale štolou (úpadnicí) , která vycházela v kopci Padělák. Prostřednictvím pásové dopravy byl lignit dopravován do Ústředního zásobníku, vybudovaného v lokalitě Újezdy. Ze zásobníků se lignit sypal do železničních vagonů. Vlaky odvážely lignit po závodní vlečce do stanice Dubňany, kde se vlečka napojila na železniční trať Kyjov–Mutěnice.
Ražba štoly Ústředního zásobníku začala v červenci 1962. Musela být použita pojízdná zmrazovací souprava, která používala freon jako medium. V červenci 1964 byla štola dokončena. Dne 1. října byl zahájen zkušební provoz. Dne 12. prosince 1964 byl provoz slavnostně zahájen. Dokončení výstavby dolu Dukla znamenalo dokončení technické rekonstrukce revíru, která byla zahájena v roce 1951 výstavbou Dolu 1. máj v Dubňanech.
Už v roce 1966 se objevily úvahy o zastavení těžby na dole Dukla. Studie výstavby dolů Hodonín I. a Hodonín II. ukázala, že jsou značné celostátní bilanční zásoby lignitu. Výhled uhelných (lignitových) revírů Jihomoravského kraje na další období bral v úvahu i znečištění ovzduší. Po letech se situace změnila. V pátém pětileté plánu pro roky 1976 až 1980 se počítalo s otevřením nových důlních polí, které dolu Dukla zajistí větší dobývací prostor.
V roce 1965 vznesl okresní výbor KSČ námitku, že důl Dukla není zanesen do politické mapy ČSSR.
Těžba se projevovala na polích a loukách nad důlním polem terénními poklesy. Velkým problémem bylo odvodňování dolu: nebylo výjimkou, že na jednu vytěženou tunu se vyčerpalo až 22 m³ vody.

## Katastrofa
Dne 9. června 1970 v podvečer se nad prameništěm potoka, tehdy nazývaném Stavěšický potok, strhla bouře s přívalovým deštěm. Vznikla blesková povodeň s průtokem 109,9 m³/s. Statistické výpočty vodohospodářů předpokládaly, že pokud by přišla tzv. „stoletá voda“, bude mít průtok 10x menší. Potok se rozlil do míst, kam podle historických záznamů jeho hladina nikdy nedosáhla. Zalil terénní propadliny, prodral se trhlinami v zemi a došlo k průvalu vody. Vytvořily se závrty; největší měl průměr 30 metrů. Voda zaplavila postupně několik kilometrů chodeb. Někteří horníci nebyli varováni, jiní podcenili rychlost záplavy dolu.

### Záchranné práce
Na dolech je několikastupňová evidence osob přítomných v důlních prostorách. Brzy se zjistilo, že ze 110 horníků pracujících v podzemí vyfáralo pouze 76. Začala akce na záchranu 34 horníků. Záchranné práce spočívaly v odčerpávání vody a provedení vrtů v místech, kde se předpokládala útočiště horníků. Přes obrovské úsilí se životy horníků nepovedlo zachránit. Teprve 12. června byl nalezen první mrtvý horník. Poslední tělo bylo nalezeno 15. října 1970.[zdroj?]

### Informování veřejnosti
Veřejnost nebyla o katastrofě informována reportážemi novinářů z místa, ale až po schválení centrálními úřady; tak jak bylo v době normalizace běžné. Rozhlas informoval o neštěstí prostřednictvím oficiálního komuniké až druhý den odpoledne. Tisk vydal oficiální sdělení až 11. června 1970. Jihomoravský tisk uváděl bližší informace a tím předcházel získávání informací z rakouských televizních a rozhlasových stanic. Články v celostátním tisku vyjmenovávaly komunistické funkcionáře, kteří navštívili místo neštěstí. Zájem o informace z místa neštěstí byl velký a nedostatek informací byl nahrazen šeptandou. Objevily se dohady, že průvaly nastaly tam, kde vznikly po těžbě terénní poklesy. Poklesy nebyly zarovnávány, a tak se zde po průtrži nashromáždila voda, která svou váhou protrhla jílopísčité vrstvy nad důlním dílem. Lidé se pozastavovali nad tím, že jáma č. DV 1 nebyla průchodná. O smrti 34 horníků tisk informoval 18. června 1970. Poté byla veřejnost informována o uspořádání smuteční tryzny za oběti katastrofy.
Reportáží z místa byl článek Gavrila Gryzlova ze slovenského deníku Smena. Článek „Pro nobis“ byl napsaný beletristickou formou se silným sociálním aspektem a obsahoval neschválené informace.
9 měsíců po neštěstí vycházely optimistické zprávy: „Důl Dukla těží v předstihu“.

### Památka na horníky
Rudé hvězdy, srpy a kladiva, případně transparenty s hesly patřily k povinným součástem komunistické propagandy; byly všudypřítomné.[zdroj?] Svítící rudá hvězda na vrcholu těžní věže však nebyla povinností. Naopak - bylo to privilegium, které si zasloužil jen důl, který plnil plán. Bylo zjevné, že důl Dukla tuto výsadu používat nemůže. Přesto rok po neštěstí na Dole Dukla hvězda zazářila, a to s odůvodněním, že se lidé zbavili strachu vyvolaném v roce 1968 a až nyní našli odvahu vyměnit neonové trubice. Článek vyšel rok po úmrtí 34 horníků, ale o neštěstí se nezmínil.
Na pietním aktu v roce 1970 zazněl slib, že horníci na své kamarády nezapomenou. Na památník si však horníci i pozůstalí museli počkat až do roku 1994. V areálu bývalého dolu byl při padesátém výročí tragédie odhalen i druhý památník.
V roce 2001 natočila Česká televize v rámci cyklu Osudové okamžiky dokument Šardice 1970. 

## Obnova dolu
Obnova dolu spočívala v obnovení čerpacího zařízení, které umožnilo přístup k zavaleným chodbám. Zavalené chodby byly obnoveny zmáháním, které bylo technologicky mnohem náročnější než ražba v neporušených vrstvách hornin. Byla použita technologie zpevňování stropu rychle tuhnoucí směsí fenolformaldehydové pryskyřice Dukol s kyselinou šťavelovou. Směs byla vháněna vysokotlakým čerpadlem do vrtů o průměru 50 mm. Směs pronikla do horniny a po jejím ztuhnutí byla hornina zpevněna. Pro zpevnění stropu muselo být vytvořeno několik vrtů, protože jedna injektáž zpevnila 30 cm zvodnělé horniny. Chodby, které odolaly tlakům hornin, byly zaneseny naplaveným materiálem, který musel být odtěžen.
Důležitým úkolem bylo obnovení větrání dolu.[zdroj?] Při obnově dolu se vybudovala zařízení, která při katastrofě chyběla. Tři finančně nenáročné únikové vrty, z nich ten nejkratší měl hloubku pouhých 18 metrů. Únikové vrty měly průměr 1600 mm a byly vybaveny žebříky. Dále bylo vybudováno signalizační zařízení, které se aktivovalo při zvýšené hladině potoka. Přijala se opatření k minimalizaci průniku vod do důlního díla: důsledné oddělení vyrubaných prostor (stařin) od provozovaných částí dolu a zvětšení ochranného pásma, kde nebyla těžba povolena.
Částečná těžba byla obnovena v březnu 1971, ale celková obnova dolu si vyžádala tři roky pracovního úsilí.[zdroj?] V roce 1976 důl Dukla těžil více než čtvrtinu produkce Jihomoravských lignitových dolů.

## Uzavření dolu
Útlumový program, s jehož realizací v revíru se započalo v roce 1991, byl zahájen likvidací dolů Osvobození a Dukla. Tyto doly nebyly na rozdíl od dolů 1. máj II a Mír konkurenceschopné. V tisku se argumentovalo také vysokým obsahem síry.